# Centro de Ciências e Tecnologias Agropecuárias da Universidade Estadual do Norte Fluminense Darcy Ribeiro
O Centro de Ciências e Tecnologias Agropecuárias (CCTA), é uma unidade da Universidade Estadual do Norte Fluminense Darcy Ribeiro. Realiza estudos e pesquisas que têm como objetivo desenvolver as atividades agrícolas e pecuárias da região Norte Fluminense.

## Laboratórios
- LEAG - Laboratório de Engenharia Agrícola
- LEF - Laboratório de Entomologia e Fitopatologia
- LFIT - Laboratório de Fitotecnia
- LMGV - Laboratório de Melhoramento Genético Vegetal
- LRMGA -Laboratório de Reprodução e Melhoramento Genético Animal
- LSA - Laboratório de Sanidade Animal
- LSOL - Laboratório de Solos
- LTA - Laboratório de Tecnologia de Alimentos
- LZNA - Laboratório de Zootecnia e Nutrição Animal

## Ensino

### Graduação
- Agronomia
- Medicina Veterinária
- Zootecnia

### Pós-graduação
- Produção Animal (Mestrado e Doutorado)
- Produção Vegetal (Mestrado e Doutorado)
- Genética e Melhoramento de Plantas (Mestrado e Doutorado)